# De lieve Lilleham
De lieve Lilleham is het honderdzestigste stripverhaal uit de reeks van Suske en Wiske. Het is geschreven en getekend door Paul Geerts. 
Het werd gepubliceerd in De Standaard en Het Nieuwsblad van 7 november 1983 tot en met 15 maart 1984. De eerste albumuitgave in de Vierkleurenreeks was in juni 1984, met nummer 198.

## Locaties
- België, Scandinavië, Zweden met kasteel Torup, Denemarken, Møn (eiland) met kasteel Liselund, Kopenhagen met Tivoli (pretpark) en het restaurant In de Zwarte Ram, Noorwegen, heemkundig museum, Finland met Olofsborg (burcht)

## Personages
- Suske, Wiske met Schanulleke, tante Sidonia, Lambik, Jerom, professor Barabas, Sus Antigoon, dokter, agent, Lilleham, trollen, aardgeesten, baron Rozenglans, wolk, meisje en opa, Lillemor (elfje), ambulancebroeders, cafégasten, waard, Likkebord (versteende trol), bewaker museum, schaapsherder, ridder Erik Axelsson Tott, zwarte ram

## Uitvindingen
- Gyronef

## Het verhaal
Lambik en Jerom bouwen in de tuin van tante Sidonia een deltavlieger, ’s avonds praat tante Sidonia over Amoras en Suske vraagt zich af hoe het met Sus Antigoon zou zijn. Wiske vertelt dat die in Fantasia is en dan wordt er aangebeld. Wiske opent de deur en ontmoet een koerier van Fantasia die zich voorstelt als Lilleham. Lilleham kust Wiskes hand en geeft een brief voor Suske, Wiske is erg verdrietig als Lilleham verdwijnt. Suske leest de brief van Sus Antigoon, maar Wiske wil er niks van weten en gaat slapen. ’s Nachts komt Lilleham naar Wiske en vertelt dat hij vroeger de schildknaap van ridder Erik Axelsson Tott was, hij werd beloond voor zijn heldendaden en mocht in Fantasia komen wonen. Wiske is verliefd en krijgt de volgende dag een roos, ze gedraagt zich erg raar en is veel op haar kamer. Lilleham komt weer langs en vraagt Wiske of ze bij hem op het kasteel wil wonen, als tante Sidonia en Suske op haar kamer komen is Wiske verdwenen. Schanulleke is achtergelaten en er ligt een briefje over de man van haar leven. Lambik en Jerom komen langs en Suske is ziek van verdriet, de dokter komt langs en vertelt dat de situatie hopeloos is. ’s Nachts komt Sus Antigoon langs en hoort wat er is gebeurd, en hij gaat met zijn nakomeling naar Scandinavië om Wiske te zoeken. Tante Sidonia ontdekt dat Suske ook is verdwenen en ze raakt in paniek, Lambik en Jerom brengen haar naar huis.
Wiske vliegt met Lilleham over Denemarken en ze overnachten bij een hunebed. Wiske ziet trollen die door aardgeesten gedwongen worden het hunebed schoon te maken met hun nagels. Wiske valt de aardgeesten aan en Lilleham helpt haar en luidt de klok van de kerktoren, waarna de aardgeesten verdwijnen. Lilleham bindt de klok aan het hunebed en de trollen zullen deze luiden om aan de aardgeesten te ontkomen. Lilleham brengt Wiske naar het eiland Møn en vraagt aan baron Rozenglans of ze kunnen overnachten. Wiske wordt daar aangevallen door de hellehonden van Liselund en Lilleham vlucht met haar uit het raam. Ze vliegen op hun wolk verder, maar Wiske denkt nu wel aan Suske en tante Sidonia. Lambik en Jerom gaan naar professor Barabas, maar de gyronef wordt net opgeknapt en kan niet worden gebruikt. Lambik en Jerom horen dat Lilleham een Noorse naam is en besluiten de zweefvliegtuigjes te gebruiken, maar ze komen in een storm in problemen en raken de kaart kwijt. Suske komt met Sus Antigoon in Zweden en ze landen aan een waterkant. Ze horen van een man dat er het zonnewendefeest gevierd wordt omdat het het eerste weekend na 20 juni is. De man vertelt dat ze naar kasteel Torup moeten gaan en ze horen daar muziek. Suske ziet een meisje bloemen plukken en hoort dat ze niet mag spreken omdat ze zeven verschillende soorten wilde bloemen plukt en onder haar kussen moet leggen, ze kan dan zien met wie ze zal trouwen. Suske en Sus Antigoon doen mee aan de dans rond de meiboom en dan ontmoet Suske een elfje.
Het elfje stelt zich voor als Lillemor en vertelt dat ze uit Fantasia komt, ze vertelt wie Lilleham is. Suske vliegt weg met Sus Antigoon, maar het elfje schiet zijn fles kapot waarna het spook verdwijnen moet. Lambik en tante Sidonia storten neer en komen bij een fjord terecht. Een ambulance neemt tante Sidonia mee, ze is erg overstuur, en Lambik en Jerom drinken een laarsje in een café. Ze horen over een versteende trol in het heemkundig museum en horen van de bewaker dat de trol ’s nachts tot leven komt. Lambik en Jerom verbergen zich in het museum en de trol komt om middernacht inderdaad tot leven en stelt zich voor als Likkebord. De trol vertelt over Lilleham en Jerom en Lambik vliegen de volgende dag verder naar de Olfosborg Finland die vernoemd is naar Olaf II de Heilige. Wiske vliegt met Lilleham boven Denemarken en Lilleham schrikt enorm van een zwarte ram, maar wil niet vertellen waarom hij zo bang is voor dat dier. Ze vliegen verder naar Tivoli en Lilleham betaalt een sterke man om van hem te winnen, Wiske ziet hem met diamanten betalen en heeft genoeg van zijn gedrag. Lilleham dreigt met een steen in het water te springen en Wiske gaat weer met hem mee, maar Lilleham wil niet naar restaurant In de Zwarte Ram.
Lilleham en Wiske vliegen verder naar Finland en Lilleham vertelt dat zijn kasteel nu Olavinlinna heet en alle zwarte rammen zijn daar verdronken. Ze komen bij het kasteel, maar Wiske vindt het niet gezellig omdat het een ruïne geworden is. Wiske wil naar huis, maar Lilleham wil haar niet laten gaan en Wiske verdwaalt al snel op de trappen. Lilleham sluit Wiske op in een torenkamer en ze kan met lakens ontsnappen, maar Lilleham ziet het en volgt haar. In het bos wordt Wiske weer gevangengenomen, maar dan verschijnt een zwarte ram. Lilleham wil het beest doden, maar Suske en Sus Antigoon verschijnen. Wiske is dolblij Suske terug te zien en hij heeft Schanulleke voor haar meegenomen. Sus Antigoon vertelt dat Lilleham in Fantasia wordt gemeden door zijn slechte gedrag, daarom is hij naar de aarde gevlucht toen hij een brief moest afgeven. Ridder Erik verschijnt en Lilleham vraagt vergiffenis, Erik vertelt dat hij verliefd was op een mooie prinses maar door verraad van Lilleham werd zij door een roofridder geschaakt. Ze stierf van verdriet en ridder Erik was nooit weer gelukkig, hij valt Lilleham aan maar Jerom en Lambik komen dan aanlopen. Jerom verslaat de zwarte ram en buigt het zwaard van ridder Erik stuk, waarna de ridder Lilleham vergeeft. Sus Antigoon komt met tante Sidonia aangevlogen en zij is dolblij Wiske terug te zien. Lilleham neemt afscheid van Wiske, maar zij vertelt dat Suske haar beste vriend is. Toch is ze verdrietig als Erik, Lilleham en Sus Antigoon naar Fantasia teruggaan. Thuisgekomen krijgen alle vrienden cadeautjes van Wiske, ze heeft hen erg lief.

## Achtergronden bij het verhaal
- De Scandinavisch aandoende jongeman met de naam "Lilleham" is (vermoedelijk) een verbastering van de naam van de Noorse stad Lillehammer.
- Op het moment dat Wiske op bladzijde 12 verdwijnt is het midden in de nacht en donker buiten. Sidonia belt radeloos naar Lambik en Jerom die onmiddellijk komen. Wanneer ze arriveren is het echter klaarlichte dag.